# Portulacaria fruticulosa
Portulacaria fruticulosa es un arbusto suculento perteneciente al género Portulacaria, dentro de la familia Didiereaceae. Se distribuye desde el suroeste de Namibia hasta el noroeste de la provincia del Cabo.

## Descripción

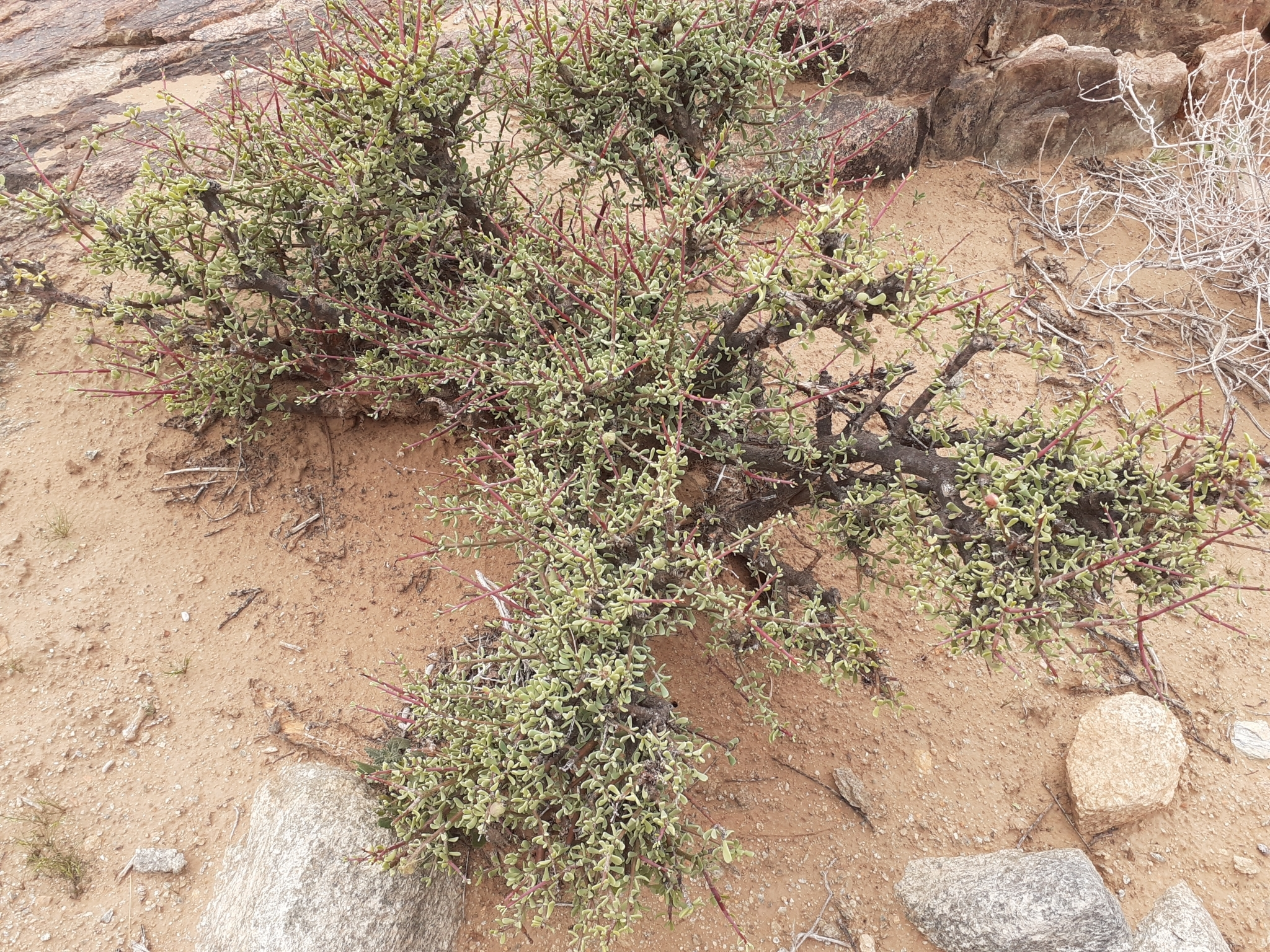
Forma de arbusto

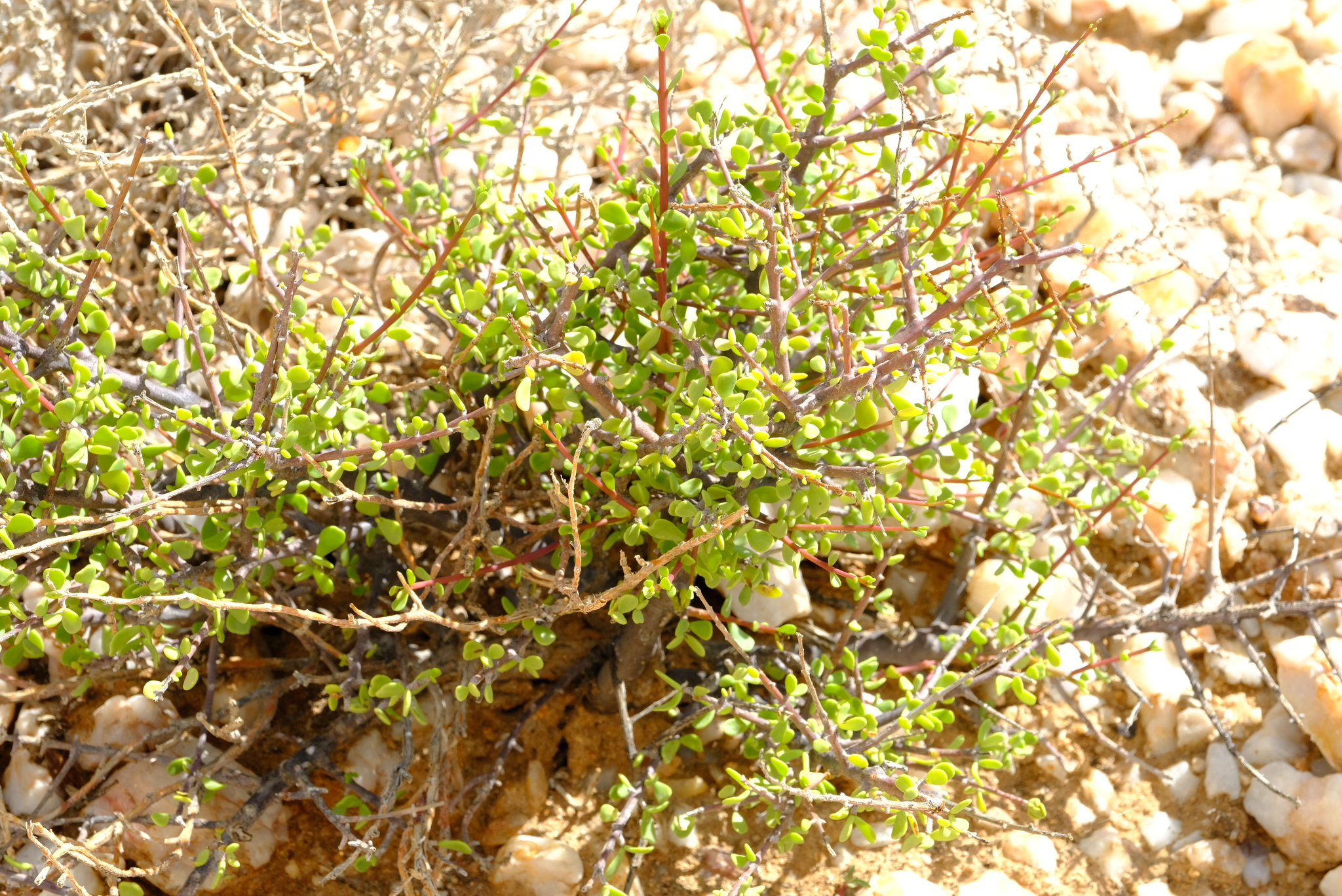
Tallos y hojas

Portulacaria fruticulosa es un arbusto suculento de tallos múltiples, de crecimiento lento, de hasta 1,4 m de altura y con una base de raíz tuberosa. Las ramas son delgadas, a veces bifurcadas, con ramas finales de menos de 1 mm de diámetro de color marrón rojizo. Las ramas inferiores son de color marrón oscuro, descamadas, y las ramas más jóvenes son de color marrón grisáceo, a menudo con brotes cortos en los nudos elevados. 
Las hojas son aplanadas, obovadas, de 4 a 6 mm de largo, verdes, con los extremos romos (obtusos) y una punta diminuta (apiculada). Las flores, de 1 a 6, surgen juntas en los nudos sobre pedúnculos cortos, de 2-4 mm de largo, de color púrpura rosado. El fruto es carnoso, de color carmesí intenso, redondeado, de unos 10 mm de largo y 6 mm de diámetro.

## Distribución y hábitat

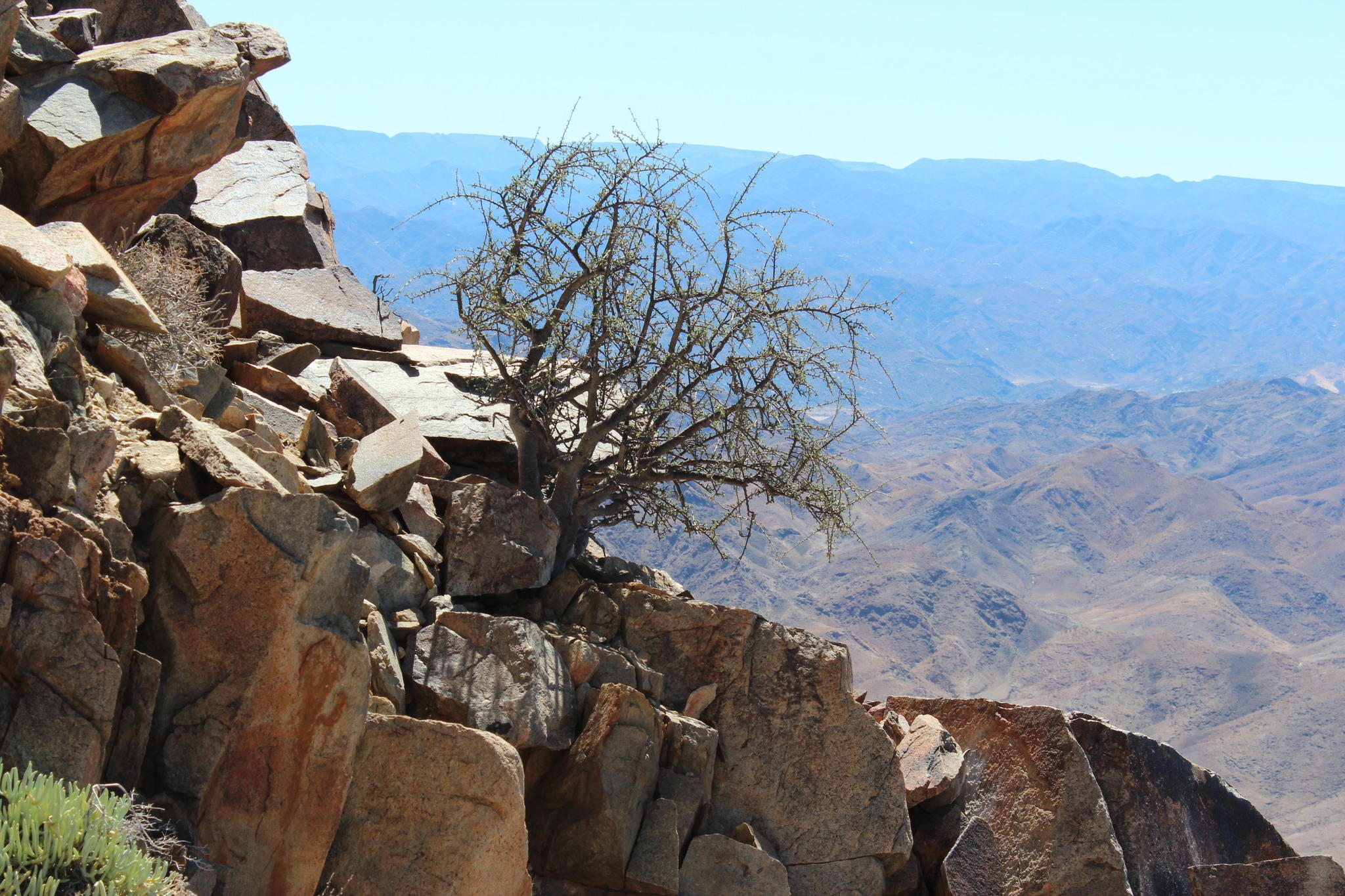
Crecimiento en grietas de rocas

El área de distribución nativa de esta especie es desde el suroeste de Namibia hasta el noroeste de la provincia del Cabo y crece principalmente en el bioma desértico o de matorrales secos.

## Ecología
Portulacaria fruticulosa crece en condiciones muy secas y es un ejemplo de arbusto adaptado a condiciones desérticas con lluvias muy escasas e impredecibles. La humedad se almacena en sus hojas suculentas, raíces y corteza coriácea, y su crecimiento es lento. 

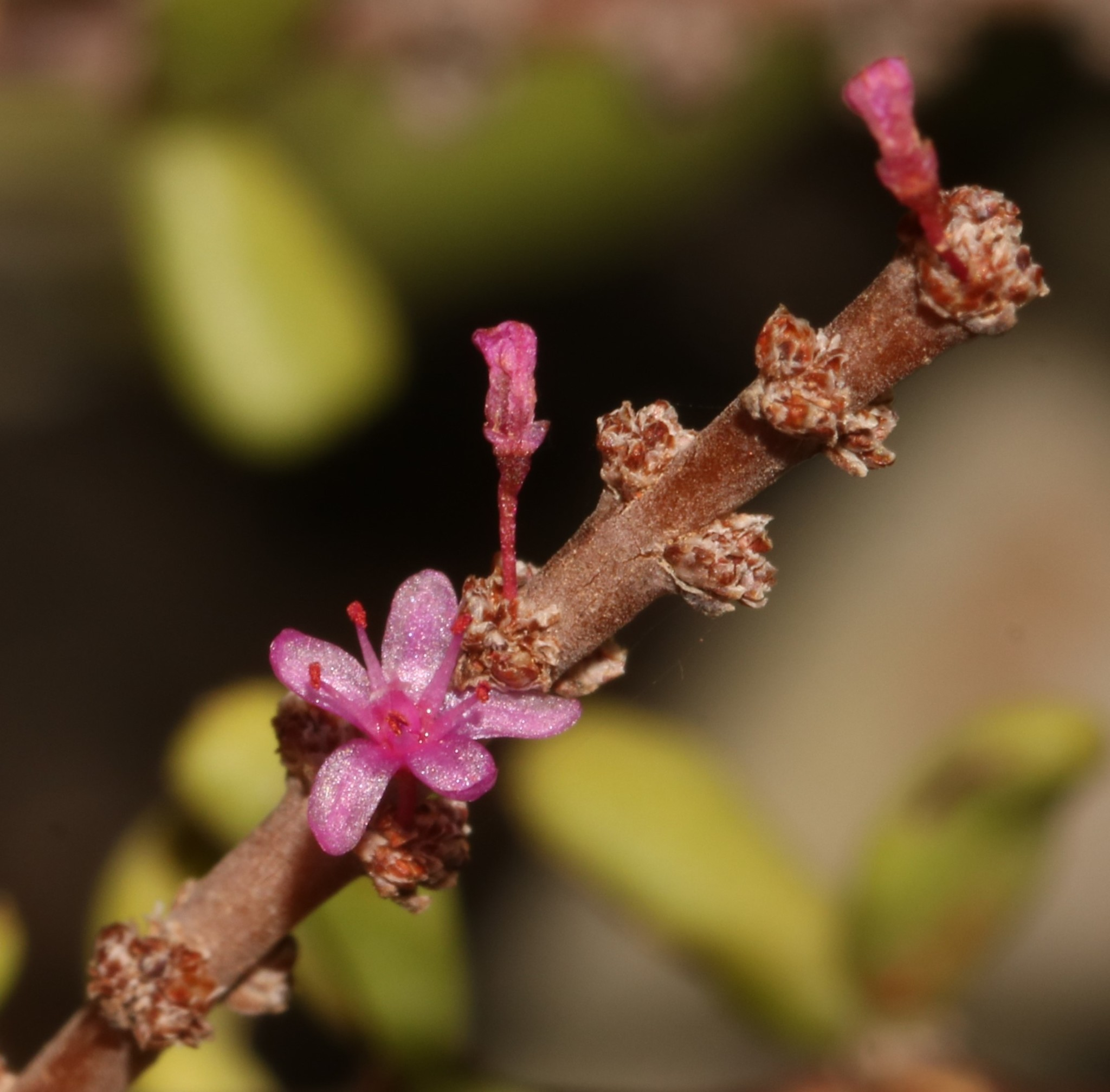
Flor

La corteza de color claro refleja el sol, lo que garantiza tallos más frescos. También puede volverse caducifolio en condiciones secas. Los sexos están separados y son polinizados por pequeños insectos. Las semillas son aladas y se dispersan por el viento. 

## Taxonomía
La primera descripción de esta especie fue como Ceraria fruticulosa, publicada en 1912 por los botánicos sudafricanos Henry Harold Welch Pearson y Edith Layard Stephens en la revista científica Annals of the South African Museum 9: 34.
Más tarde, los botánicos Peter Vincent Bruyns y Cornelia Klak trasladaron la especie al género Portulacaria, por lo que pasó a llamarse Portulacaria fruticulosa. Registraron estos cambios en la revista científica Taxon 63: 1061, publicada en 2014.

Etimología
- Portulacaria: nombre genérico derivado del género Portulaca debido a su parecido con este. El sufijo "-aria" es un sufijo latino que se utiliza para indicar relación o pertenencia.
- fruticulosa: epíteto específico que deriva de fruticulose que significa 'parecido a un arbusto', haciendo referencia a su naturaleza arbustiva.[4]

## Estado de conservación
La planta está muy extendida y no está amenazada, por lo que fue evaluada como de "Preocupación Menor (LC)" por la Lista Roja de Plantas Sudafricanas. 

## Usos
Se cultiva principalmente como planta ornamental, en suelos bien drenados, arenosos y con grava. La propagación se realiza mediante esquejes y semillas.

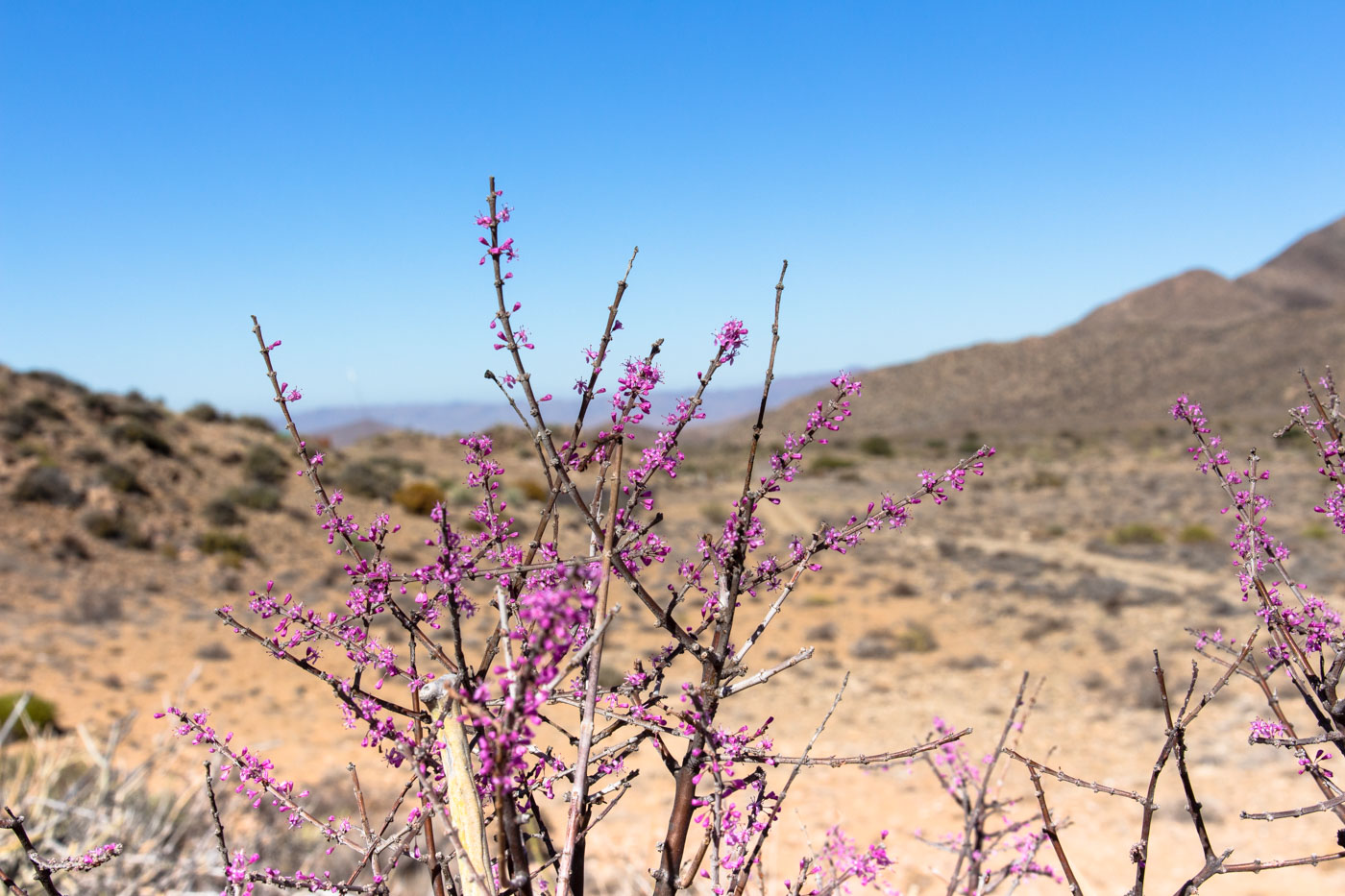
Portulacaria fruticulosa en floración

También es utilizada como pasto por el ganado.